# Аррифана (Санта-Мария-да-Фейра)
Аррифана (порт. Arrifana) — населённый пункт и район в Португалии, входит в округ Авейру. Является составной частью муниципалитета Санта-Мария-да-Фейра. Находится в составе крупной городской агломерации Большой Порту. По старому административному делению входил в провинцию Дору-Литорал. Входит в экономико-статистический субрегион Энтре-Доуру-и-Воуга, который входит в Северный регион. Население составляет 6544 человека. Занимает площадь 5,32 км².